# Паффенгольц, Константин Николаевич
Константин Николаевич Паффенгольц (17 марта 1893, Бессарабская губерния — 24 сентября 1983, Ленинград) — советский учёный-геолог, академик АН Армянской ССР (1943), заслуженный деятель науки Армянской ССР (1963) и Азербайджанской ССР (1963).

## Биография

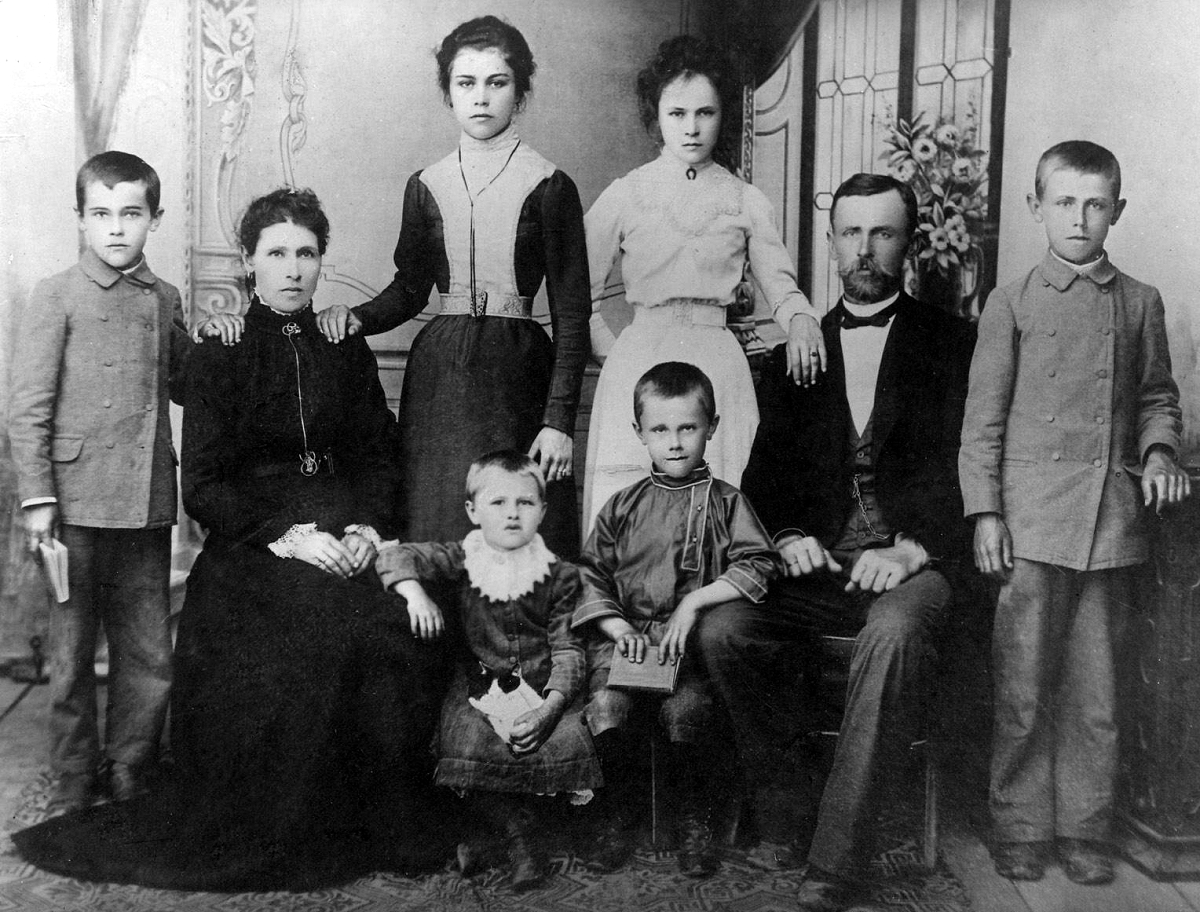
Семья Паффенгольц. Константин (стоит с книгой), около 1900 г.

Родился 5 (17) марта 1893 года в селе Албинец, Белецкий уезд, Бессарабская губерния, в семье российских немцев:
- Дед — Яков Губертович Паффенгольц (нем. Paffenholz) — доктор философии из Кёльна[2].
- Отец — Николай Яковлевич Паффенгольц (1855—1910) — Кишинёвский мещанин, владелец мельницы.
- Мать — Идалия Фёдоровна (в дев. Захер (нем. Saiher)).

### Образование
В 1911 году окончил Кишинёвское реальное училище.
В 1911—1920 учился в Петербургском горном институте.
В 1917 году был мобилизован, занимался военной геологией в Турецкой Армении в отряде геологов с А. А. Стояновым, Б. Ф. Меффертом и Д. В. Наливкиным.

### Научная и преподавательская работа
В 1913—1916 годах провёл геологическое изучение района Кавказских Минеральных Вод и приэльбрусского района.
С 1919 года работал в Геологическом комитете, где под руководством А. П. Герасимова проводил магнитометрические исследования на Кольском полуострове.
В 1923—1941 годах проводит геологическую съёмку Закавказья и Малого Кавказа (впервые после Г. В. Абиха, который работал на Кавказе в 1854—1876 годах). Разработал для Малого Кавказа общую стратиграфию вулканогенных отложений всех возрастов, обосновал возраст интрузивов, что было важно для главных рудных месторождений в третичных интрузиях. Закартировал значительную часть Кавказа и крупные месторождения. Занимался гидрогеологией рек и озёр для орошения, энергетики и водоснабжения. В тектонике установил надвиги, что опровергло «глыбовую» теорию строения Малого Кавказа английского геолога Ф. Освальда (1906—1914).
Описал геологию и гидрогеологию бассейна озера Севан
В 1932—1933 годах работал в составе Таджикско-Памирской экспедиции АН СССР, где впервые картировал Ледник Федченко на всём его протяжении — 60 км.
В 1935 году стал кандидатом геолого-минералогических наук без защиты диссертации.
Делегат 17 сессии Международного геологического конгресса 1937 года. Руководил кавказской экспедицией конгресса.
В 1943 году защитил докторскую диссертацию и был избран действительным членом Академии наук Армянской ССР.
В 1945 году работал во ВСЕГЕИ, затем вернулся в эту организацию в 1952—1955 годах для редактирования геологических карт Кавказа.
В 1945—1952 годах был профессором Ереванского университета, читал курс «Геология Армении».
В 1947 году присвоено звание «Генеральный директор геологической службы III ранга», а в 1953 году — «Отличник геологической службы Министерства геологии СССР».
С 1959 года работал в Институте геологических наук АН Армянской ССР. Командировался в Албанию (1959—1960) для составления геологической карты этой страны. C 1963 года консультант института.
Константин Николаевич Паффенгольц скончался в Ленинграде 24 сентября 1983 года. Был похоронен на Серафимовском кладбище, 8 участок. Частично его прах покоится в озере Севан

## Членство в организациях
- 1916 — Русское географическое общество
- 1922 — Российское минералогическое общество, с 1964 года — почётный член ВМО.

## Награды и премии
- 1915 — Малая золотая медаль РГО за съёмку и исследование ледников Эльбруса.
- 1944 — Орден Трудового Красного Знамени и благодарность командующего Кавказским фронтом.
- 1944 — Медаль «За оборону Ленинграда».
- 1945 — Орден «Знак Почёта» (24.11.1945).
- 1945 — Медаль «За оборону Кавказа».
- 1946 — Медаль «За доблестный труд в Великой Отечественной войне 1941—1945 гг.».
- 1949 — Орден Ленина за работы по изучению геологического строения и полезных ископаемых Кавказа.
- 1949 — Сталинская премия I степени за монографию «Геология Армении» (1948)[8].
- 1963 — значок «Отличник социалистического соревнования Министерства геологии и охраны недр СССР».
- 1970 — Медаль «В ознаменование 100-летия со дня рождения Владимира Ильича Ленина».
- 1973 — Орден Ленина за заслуги в развитии советской геологической науки и в связи с восьмидесятилетием со дня рождения (16.03.1973).

## Научные труды
Основные труды посвящены изучению региональной геологии, гидрогеологии, магматизма, металлогении Малого Кавказа (Армении и прилегающих районов Азербайджана и Грузии), а также проблемам альпийской складчатой зоны.
- Паффенгольц К. Н. Бассейн озера Гокча (Севан): Геологический очерк. Л.; М.; Новосибирск., Госгорногеолтехиздат, 1934. 106 с. X таб.(Труды Всесоюзного геолого-разведочного объединения НЛТП СССР; Вып. 219). Тираж 800 экз. (сдано в набор 5 фев. 1932)
- Паффенгольц К. Н. Геология Армении. Армения в системе Кавказа и Малой Азии. М.-Л.: Госгеолиздат, 1948. 896 с. тираж 1000 экз.
- Паффенгольц К. Н. Геологическая карта Кавказа в масштабе 1: 500 000, представленную на 20-й сессии Международного геологического конгресса в Мехико (1956)
- Паффенгольц К. Н. Геологический очерк Кавказа, Ереван, 1959
- Паффенгольц К. Н. Геологический очерк Арагацкого вулканического массива. 1964
- Паффенгольц К. Н. Очерк магматизма и металлогении Кавказа, Ереван, 1970
- Паффенгольц К. Н. Кавказ — Карпаты — Балканы (Геолого-Тектонические параллели), Ереван, 1971.

На иностранных языках:
- Паффенгольц К. Н. Геологический очерк Армении и прилегающих частей Малого Кавказа. Ереван: Изд-во АН Армянской ССР, 1946. 342 с. на армянском языке.
- Paffengolz K. N. Geologischer Abriss des Kaukasus. Berlin: Akademie-Verlfg, 1963. 351 S. (Series: Fortschritte der sowjetischen Geologie, 5/6.)